# Kübler (Familienname)
Kübler ist ein deutscher Familienname.

## Herkunft und Bedeutung
Kübler ist ein Berufsname, der sich auf den Küfer bezieht.

## Namensträger
- Andrea Kübler (* 1963), deutsche Biologin und Psychologin
- Arnold Kübler (1890–1983), Schweizer Schriftsteller
- Bernhard Kübler (1859–1940), deutscher Rechtshistoriker
- Bruno M. Kübler (1945–2023), deutscher Rechtsanwalt
- Dietrich Kübler (* 1950), deutscher Landwirt und ab 2009 Landrat des Odenwaldkreises
- Dorothea Kübler (* 1966), deutsche Ökonomin
- Elisabeth Kübler (* 1931), Schweizer Bühnenschauspielerin und Galeristin
- Elisabeth Kübler-Ross (1926–2004), schweizerisch-US-amerikanische Medizinerin und Autorin
- Emil Kübler (1909–1981), deutscher Kirchenmusiker
- Ernst Kübler (1857–1931), deutscher Ministerialbeamter
- Ferdy Kübler (1919–2016), Schweizer Radrennfahrer
- Friedrich Kübler (Politiker) (1922–1990), deutscher Politiker (NPD)
- Friedrich Kübler (Rechtswissenschaftler) (1932–2013), deutscher Rechtswissenschaftler
- Gunhild Kübler (1944–2021), deutsche Literaturkritikerin, Autorin und Journalistin
- Hans-Dieter Kübler (* 1947), deutscher Kommunikationswissenschaftler
- Hartmut Kübler, deutscher Rechtswissenschaftler und Richter
- Heinrich Kübler (1905–1965), deutscher Maler und Grafiker
- Jakob Kübler (1827–1899), Schweizer Pfarrer und Schriftsteller
- Jannis Kübler (* 1999), deutscher Fußballspieler
- Jochen Kübler (* 1953), deutscher Landespolitiker (Baden-Württemberg, CDU)
- Joseph Kübler (Politiker) (1848–1935), deutscher Jurist und Politiker
- Joseph Kübler (General) (1896–1947), deutscher Generalleutnant
- Karl Kübler (Politiker, 1831) (1831–1907), deutscher Politiker (NLP)
- Karl Kübler (Politiker, 1880) (1880–1955), deutscher Politiker (DDP, DVP)
- Karl Kübler (Archäologe) (1897–1990), deutscher Klassischer Archäologe
- Klaus Kübler (Politiker) (1936–2007), deutscher Politiker (SPD)
- Klaus Kübler (Leichtathlet) (* 1959), deutscher Dreispringer
- Konrad Kübler (1884–1974), deutscher Landespolitiker (Bayern)
- Ludwig Kübler (1889–1947), deutscher General der Gebirgstruppe
- Lukas Kübler (* 1992), deutscher Fußballspieler
- Maria Susanne Kübler (1814–1873), Schweizer Schriftstellerin
- Martin Kübler (* 1947), deutscher Fußballspieler
- Maya Kübler (1914–1995), Schweizer Balletttänzerin, Kabarettistin und Pädagogin
- Olaf Kübler (Musiker) (1937–2024), deutscher Saxophonist, Produzent und Komponist
- Olaf Kübler (Physiker) (* 1944), deutscher Physiker
- Otto Kübler (Abt) († 1672), Abt des Klosters St. Blasien im Schwarzwald
- Otto Kübler (Maler) (1907–1992), Heimat- und Tiermaler
- Otto Kübler (Pädagoge) (1827–1912), Pädagoge, Gymnasiumsdirektor
- Otto Kübler (Verleger) (1877–1951), Schweizer Buchdrucker, Redaktor und Verleger
- Paul Kübler (1922–1969), deutscher Pädagoge und Politiker (SPD)
- Pia Lilian Kübler (* 2002), deutsche Skispringerin
- Roland Kübler (* 1953), deutscher Autor und Märchenerzähler
- Stefanie Kübler (* 1979), deutsche Fußballtorhüterin
- Theodor Kübler (1832–1905), deutscher Theologe, Missionar, Kirchenlieddichter und -übersetzer
- Thomas Kübler (* 1965), deutscher Historiker und Archivar
- Ulrich Kübler (1841–1916), Schweizer Buchdrucker
- Ursula Kübler (1928–2010), Schweizer Balletttänzerin, Schauspielerin und Choreographin
- Volkmar W. Kübler (1941–2009), deutscher Manager
- Wilhelm Kübler (1873–1919), deutscher Ingenieur und Starkstromtechniker
- Willy Kübler (1923–2016), Dompteur
- Winfried Kübler (* 1939), deutscher Kommunalpolitiker (CDU)
- Wolfgang Kübler (Mediziner, 1934) (1934–2019), deutscher Kardiologe
- Wolfgang Kübler (Mediziner, 1967) (* 1967), deutscher Physiologe